# 梅根·马斯尼基
梅根·马斯尼基（英語：Meghan Musnicki，1983年2月5日—），美国女子赛艇运动员。她曾代表美国参加2012年、2016年和2020年夏季奥林匹克运动会赛艇比赛，获得二枚金牌，均来自女子八人单桨有舵手项目。